# Pub

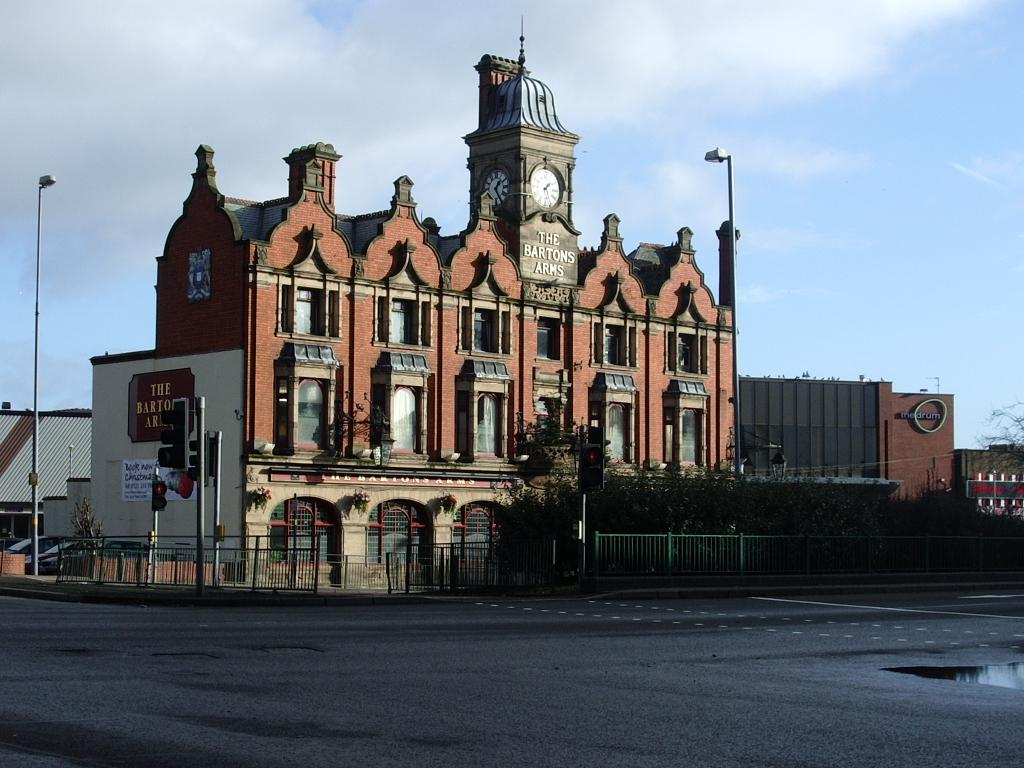
The Bartons Arms, un pub de Birmingham

Un pub (abreviació de public house, que en català significa "casa pública") és un establiment on se serveixen begudes alcohòliques, no alcohòliques i refrigeris sota les premisses del país corresponent. Els països angloparlants són els que registren una major quantitat de pubs, concretament el Regne Unit, Irlanda, Canadà, Austràlia i Nova Zelanda.
A les nostres latituds són nombrosos els establiments que han agafat el nom de pub per servir begudes i posar música "mix". No obstant això, el concepte original de "pub" va sorgir al Regne Unit i posseeix diverses característiques que el distingeixen cultural i socialment d'altres negocis hostalers.

## Elspubsbritànics

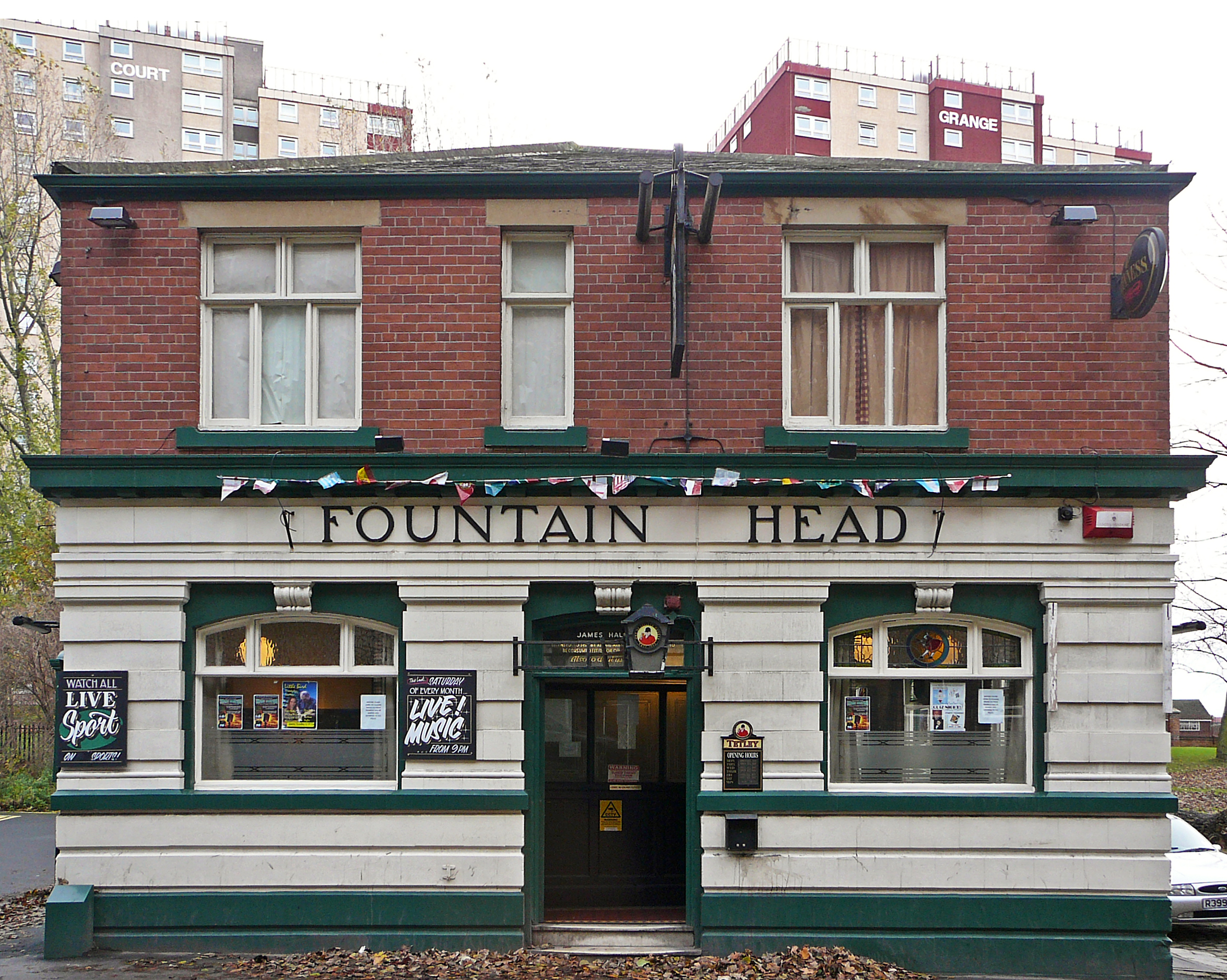
Fountain Head, Leeds.

Al Regne Unit hi ha aproximadament 60.000 pubs, havent-n'hi almenys un a gairebé totes les localitats. En ells es venen gairebé 6 milions de litres de cervesa a l'any, el que suposa una mitjana de 177 pintes per persona i per any.
Encara que un pub també serveix licors i begudes sense alcohol, el seu prestigi es mesura per la selecció i qualitat de cerveses embotellades i de barril que pot oferir (les darreres anomenades així per provenir d'un barril a sota del taulell). La clientela anglesa és experta en la beguda d'ordi i exigeix nom i qualitat en el ventall cerveser de cada casa pública.(hi ha pubs amb més de 30 tipus de barril diferents).
La cervesa més característica del pub anglès és l'ale o bitter. A la barra es distingeixen perfectament de les altres pel senyorial aixeta de bombament mecànic que requereixen per ser tirades. Són vins molt delicats que necessiten bons cures diàries i un bon soterrani a fresca temperatura ambient on poder emmagatzemar els barrils. Aquests contenen uns sediments acumulats a la part inferior que li reporten seu inconfusible sabor. El característic aroma de les Bitter flota en aquells pubs on està prohibit fumar.
La decoració d'aquest tipus de bars sol guardar la solemnitat i ostentació de la cultura anglesa. Mobles de fusta llaurada, sostres recarregats i moquetes llustroses faciliten una estada agradable i procliu a la conversa.
Així mateix, els pubs es protegeixen de la llum del dia amb vidres opacs o gravats molt elaborats, que també contribueixen a la creació d'una atmosfera íntima i acollidora. Encara que en els darrers 20 anys hi ha una tendència a l'ús de vidres transparents per realçar amb brillantor la decoració interior.
Habitualment, cada pub posseeix la seva pròpia clientela regular: persones que viuen a la rodalia, treballadors de la zona, amics del propietari o propietària o del seu personal, donant-se el cas de persones provinents de llocs més retirats.

## Història
Al Regne Unit es consumeix la cervesa del tipus Ale des d'abans de l'edat del bronze. No obstant això, no va ser fins a l'arribada dels conqueridors romans quan van aparèixer les primeres posades, on els viatgers obtenien refrigeris, recer i descans. Amb la caiguda de l'Imperi Romà, aquestes cases van donar lloc al concepte del pub moderns i va ser l'any 965 quan el rei Edgar va regular el negoci decretant un màxim d'un pub per població.
La popularització de la ginebra al segle xviii va suposar un bon suport per a l'hostaleria britànica. El licor va ser introduït després de la Revolució Gloriosa de 1688 i el seu consum es va veure impulsat gràcies a la producció il legal de ginebra que evitava els elevats impostos sobre les begudes alcohòliques. Les cerveseries veien com la nova beguda espirituosa guanyava clients i la van atacar frontalment amb l'obertura de  Alehouses  (cases de cervesa), pubs pertanyents a les mateixes companyies productores on només se servia el seu producte. No obstant això, al voltant de 1740 la producció de cervesa era sis vegades menor que la de ginebra i el seu baix preu atreia a les classes treballadores durant el període Gin Craze.
Tot aquesta tessitura va derivar en una febre d'alcoholisme que va causar una degradació del poble pla, il·lustrada pel pintor William Hoghart en  Beer Street  i  Gin Lane . Per erradicar el problema, el govern va aprovar la Gin Act el 1736 elevant els impostos sobre la ginebra. La mesura va desfermar la ira del poble que s'amotinava als carrers fins que la llei va ser abolida en 1742.
A la fi del segle xviii, es va afegir un saló més als pubs anglesos:  The Function Room  (Sala de funcions). Molts d'aquests establiments comptaven amb espectacles d'entreteniment de diferents tipus com bandes de música, jocs i esports. El local Balls Pond Road, al districte londinenc d'Islington, tenia a la part posterior un petit llac amb ànecs als que els seus clients podien disparar a canvi d'un mòdic preu.
Més comuns, però, eren els billars, concerts, petites funcions teatrals o comèdies a les quals els clients podien acudir previ pagament. És possible que l'inici institucionalitzat de la comèdia verbal, s'hagi de buscar en els pubs londinencs més antics.

## Jocs i esports en pubs
L'ambient d'un pub anglès es caracteritza per un anar i venir de clients que a més de cervesa, amics i bona conversa, busca bon entreteniment. Per això els amos organitzen diferents activitats i jocs oberts a tothom que vulgui participar. Va dominar, escacs, billar i dards són els més comuns a tot el món occidental pel seu caràcter privat. Només juguen quatre persones, un grup d'amics. No obstant això, en els pubs tenen lloc moltes activitats que incumbeixen a tota la clientela i creen un ambient únic cada dia de la setmana.
Alguns jocs de pub són:
- Aunt Sally  (Tia Sally): és un tradicional joc que consisteix a llançar pedres sobre un maniquí, fins a fer-lo caure. Com no podia ser menys venint de la cultura anglesa, el maniquí sol representar una personalitat pública. Actualment, però, la pràctica de  Aunt Sally  s'ha perdut. La mordaç premsa sensacionalista britànica s'ocupa d'aquests personatges.
- Pub Quiz : és el tradicional joc de preguntes i respostes on tot el que vulgui pot participar. Amb tot, en contra del que es pugui imaginar, no sol haver premis. Simplement la satisfacció de saber-se el que més sap de tot el local. L'acte sol estar coordinat per un animador que fa les preguntes i amenitza el ritme amb un humor anglès en permanent diàleg amb la clientela. D'aquesta manera, són molts els pubs a Anglaterra que tenen el seu  Quiz , ja que resulta barat, entretingut i atractiu.

Hi ha pubs molt actius on cada dia de la setmana és diferent. Els dilluns  Quiz , els dimarts futbol, els dimecres comèdia, els dijous música en directe, els divendres més música en directe, els dissabtes festa i els diumenges es tanca més d'hora.

## Dinar de pubs
La qualitat de la gastronomia d'Anglaterra queda perfectament reflectida en els menús dels seus pubs: pollastre tikka masala, lasanya,  fish and chips , pie, etc. Una autèntica degustació de menjars del món en microones. Malgrat tot, cada vegada són més els  gastropubs  que s'esforcen a enaltir la tradició gastronòmica britànica amb plats casolans. A tots aquests plats se'ls denomina de vegades com a Pub grub.
La irrupció de les grans companyies en aquest àmbit ha estès el costum de vendre menjar ràpid a preu de restaurant. Tots aquests plats solen ser precuinats i l'única elaboració que requereixen en la cuina del pub és el temps just al microones. Una acurada presentació i una barreja d'enciams arrenca sovint elogis entre els clients. Encara que tots els anglesos saben que el menjar de pub és dolenta menjar i que els elogis d'un britànic poden no ser més que el fruit de la seva més que famosa bona educació.

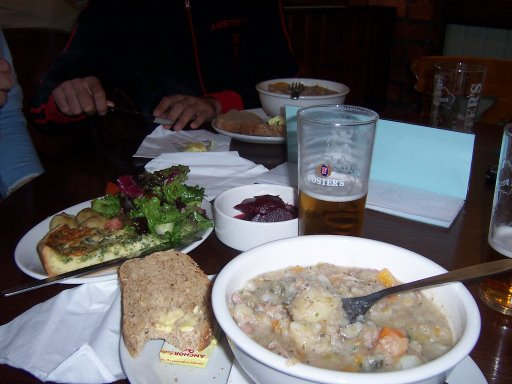
Stew servit en un pub de Liverpool.

Malgrat tot, en els últims anys certs pubs s'esforcen per millorar la imatge de la gastronomia anglesa. Encara que no abunden, els  gastropubs  pretenen fer alguna cosa més que omplir estómacs. Elaboren tradicionals plats anglesos amb excel·lent qualitat culinària. Però atès la mida petita de les seves cuines, els menús tendeixen a limitar-se a quatre plats:
- Peus: tartaleta de pasta de full que pot estar farcida de carn de vedella, pollastre o salmó cuit.
- Stews: cuit de xai amb diverses verdures i petits trossos de pa torrat anomenats  dumplings .
- Bangers and mash : Xoriços amb puré de patates.

També és costum trobar aperitius anglesos tradicionals com  Pork scratchings  (rostes) o  Pickles eggs  (ous durs en vinagre). A més, les grans cadenes de pubs ofereixen en ells petits aperitius cuinats com patates fregides, cèrcols de ceba o pa d'all. Les patates fregides de borsa i cacauets són també habituals i imprescindibles en els pubs anglesos.